# Alain Nef
Alain Nef (Wädenswil, 6 februari 1982) is een betaald voetballer uit Zwitserland, die speelt als verdediger. Hij kwam onder meer uit voor Piacenza, Udinese, BSC Young Boys en US Triestina.

## Interlandcarrière
Onder leiding van de Duitse bondscoach Ottmar Hitzfeld maakte Nef zijn debuut voor het Zwitsers voetbalelftal op 20 augustus 2008 in de oefenwedstrijd tegen Cyprus (4-1) in Lancy, net als Eldin Jakupović (Grasshopper-Club), Sandro Burki (FC Aarau), Valentin Stocker (FC Basel) en Almen Abdi (FC Zürich). Nef nam in die wedstrijd de voorlaatste treffer van de Zwitsers voor zijn rekening.

## Erelijst
FC Zürich
- Kampioen Super League

2005/06
- Beker van Zwitserland

2004/05, 2013/14